# Edox
Edox – manufaktura zegarmistrzowska powstała w 1884 roku. Jej założycielem był Christian Reufli-Flury, utalentowany zegarmistrz z Grenchen w Szwajcarii. Firma została założona w mieście Biel/Bienne, słynącego ze znakomicie wyszkolonych w dziedzinie zegarków rzemieślników. 

## Historia
Sama nazwa Edox wywodzi się z greki i oznacza dosłownie „godzinę” bądź też „odmierzanie czasu”. Jej godło, czyli klepsydra powstało sześć lat później tj. w 1890 roku.
Po śmierci założyciela firmy w 1921 roku, została ona przejęta przez Roberta Kaufmanna-Huga, któremu zawdzięcza zmianę struktury prawnej w spółkę akcyjną.
Po II wojnie światowej Edox zatrudniał ok. 500 pracowników oraz dzierżył miano najnowocześniejszej manufaktury zegarmistrzowskiej w Szwajcarii.
Kolejna zmiana na stanowisku właściciela firmy nastąpiła w roku 1965, gdy miejsce Kaufmanna zajął siostrzeniec założyciela marki, Victor Flury-Liechti. Rok później Edox stał się oficjalnym czasomierzem słynnego wyścigu kolarskiego Vuelta w Hiszpanii. 
Victor Flury oprócz nacisku na rozwój marketingowy położył także nacisk na rozwój technologiczny. To właśnie za jego czasów powstała kolekcja Delfin, która charakteryzowała się wodoodpornością 200m. i był to pierwszy czasomierz z tak dużą wodoodpornością na świecie.
W latach siedemdziesiątych powstał najbardziej pożądany obecnie zegarek marki Edox- Geoscope, który oprócz czasu lokalnego wskazywał również czas 24 stref czasowych.
Kolejnym sukcesem firmy, było stworzenie w 1998 roku najcieńszego zegarka z datownikiem na świecie. Mechanizm miał zaledwie 1,4 mm.
W 2005 r. Edox stworzył także zegarek z pięciominutowym repetierem. Wartym uwagi i bez wątpienia powodem do dumy jest fakt iż zegarki Edox w pełni są składane i montowane w fabryce firmy w Les Genevez.
Marka Edox nie należy do Federacji Szwajcarskiego Przemysłu Zegarkowego (FHS), która gwarantuje odpowiednią jakość wykonywanych zegarków. Jednak wiele firm spełnia wymogi stawiane przez FHS, mimo że do niej nie należą, ponieważ członkostwo w Federacji jest bardzo kosztowne.

## Marketing
Marka Edox podobnie jak wiele firm zegarmistrzowskich buduje swój wizerunek poprzez sponsorowanie prestiżowych sportów. I tak od 2007 roku Edox jest oficjalnym i wyłącznym czasomierzem Class-1 Powerboat race, czyli wodnego odpowiednika Formuły 1. 
Dla potwierdzenia związków firmy ze sportami motorowymi i prędkością, w 2010 r. marka stała się również oficjalnym czasomierzem mistrzostw świata w rajdach samochodowych FIA WRC, jak również został w 2007 roku podpisany kontrakt o współpracy z producentem najszybszych samochodów na świecie – Koenigsegg. W 2012 firma została oficjalnym czasomierzem Rajdu Dakar, a w 2013 r. Extreme Sailing Series (sponsoruje także jeden z zespołów – GAC Pindar). 